# Croisilles, Pas-de-Calais
Croisilles là một xã của tỉnh Pas-de-Calais, thuộc vùng Hauts-de-France, miền đông nước Pháp.

## Dân số
| 1962                                                           | 1968 | 1975 | 1982 | 1990 | 1999 | 2006 |
| -------------------------------------------------------------- | ---- | ---- | ---- | ---- | ---- | ---- |
| 700                                                            | 711  | 825  | 1062 | 1180 | 1165 | 1347 |
| Census count starting from 1962: Population without duplicates |      |      |      |      |      |      |